# Pop-Rock Station
 (décembre 2021).
RTL2 Pop-Rock Station By Zegut (ou Pop-Rock Station) est une émission de radio animée par Francis Zégut et Marjorie Hache.
Elle est diffusée 2001 à 2025 sur RTL2. D'abord quotidienne (du lundi au vendredi) de 2001 à 2008, elle est devenue hebdomadaire à partir du 31 août 2008 (diffusée alors tous les dimanches soir de 22 heures à minuit), puis est redevenue quotidienne (du dimanche au jeudi) entre le 2 mai 2010 et la fin de la saison 2018-2019. À la rentrée 2022, Zégut est rejoint par la journaliste Marjorie Hache qui anime l'émission du lundi au jeudi, conservant sa tranche dominicale de 22 heures à minuit, sur choix de l'animateur. Il s'agit d'une émission renommée pour sa qualité[réf. nécessaire] ; on y trouve des morceaux rares à la radio, dans des styles très divers, de la new wave au metal. Il y a eu plusieurs émissions spéciales consacrées entre autres à AC/DC ou à Indochine. On peut d'ailleurs remarquer que les morceaux d'AC/DC figurent très souvent dans la programmation.
L'émission comprend plusieurs rubriques :
- L'éphéméride : Toujours en début d'émission, l'éphéméride retrace des évènements musicaux qui se sont déroulés jour pour jour il y a plusieurs années.
- Le numéro 1 : Vient après l'éphéméride. Comme son nom l'indique, le numéro 1 est un morceau qui était en tête des charts aux États-Unis il y a plusieurs années jour pour jour.
- La reprise, l'original : Il s'agit d'un morceau connu repris par un artiste ou un groupe, généralement dans un style très différent et inattendu. La reprise est d'abord diffusée, puis la version originale.
- Le live : Cette rubrique présente une version d'un morceau enregistrée en concert.
- La nouveauté : Cette rubrique présente un titre tout juste sorti.
- La pépite : Il s'agit d'un morceau rare, souvent émouvant.
- Le long format : C'est un morceau long qui termine la plupart du temps les émissions. Parfois, il s'agit d'une version live.
- Les news : Séquence située en milieu d'émission soit à 23 h. Ce sont les dernières actualités des vedettes du rock.
- L'instrumental : Cette rubrique présente comme son nom l'indique un morceau instrumental.
- Les z'acoustics by Zégut : Différents artistes jouent des morceaux en acoustique dans les studios d'RTL 2 pour être diffusés dans l'émission ensuite.
- Les titres de sa vie : Des artistes sont invités dans les studios d'RTL 2 pour choisir cinq titres qui ont compté pour eux. Se sont livrés à cet exercice des musiciens comme Angus Young et Nicola Sirkis, ou encore des personnalités d'autres horizons comme le photographe Pierre Terrasson.
- L'album du jour : Diffusion de trois titres d'un même album. Cet album peut être un album connu, une découverte ou une nouveauté. Cette rubrique est nommée « Le trois-en-un » depuis septembre 2012.
- Le single de la semaine : Un single, souvent une nouveauté, est diffusé une fois dans chaque émission durant une semaine.

(Note : ces rubriques ne sont pas toutes diffusées à chaque émission, certaines alternent au gré de la programmation.)
Francis Zégut présente également l'émission Signé Zégut sur la chaîne de télévision M6 Music Hits et sur l'une de ses chaînes dérivées M6 Music Rock.